# Törzsvendég (film)
A Törzsvendég (eredeti cím: Barfly) 1987-ben bemutatott amerikai vígjáték-dráma, melyet Charles Bukowski amerikai író-költő forgatókönyvéből Barbet Schroeder rendezett. A főbb szerepekben Mickey Rourke és Faye Dunaway látható, de cameoszerepben maga Bukowski is feltűnik a filmben. A részben önéletrajzi ihletésű forgatókönyv Bukowski Los Angelesben töltött dekadens fiatal éveit mutatja be, a szerző Henry Chinaski nevű alteregóján keresztül.
A film elsőként az 1987-es cannes-i filmfesztiválon debütált, mint versenymű, majd 1987. október 16-án mutatták be a New York-i mozikban. Összességében pozitív kritikai visszajelzéseket kapott. Faye Dunawayt alakításáért Golden Globe-díjra jelölték, mint legjobb női főszereplő (filmdráma).
Bukowski 1989-ben jelentette meg Hollywood című regényét, mely a film készítésének körülményeit dolgozza fel, fiktív elemekkel kiegészítve.

## Cselekmény
A nincstelen, alkoholista Henry Chinaski önpusztító életet él Los Angelesben, egy elhanyagolt bérlakásban lakik és alkalmi munkákból tengődik. A körülményei ellenére intelligens férfi versek és novellák írásával próbálja kifejezni önmagát, melyeket időnként pár dollárért magazinoknak ad el.
Henry általában a The Golden Horn bárban tölti szabadidejét a többi alkoholista vendéggel és gyakran verekedésbe keveredik a helyiség pultosával, Eddie-vel, akivel kölcsönösen ki nem állhatják egymást. Egyik este Henry alulmarad egy verekedés során, másnap rájön, hogy mindez az éhsége miatt történt. Hazatérve betör egy másik lakásba, ételt lop és jóllakottan felkészül a visszavágóra Eddie ellen. Henry aznap este provokálni kezdi ellenfelét és ezúttal meg is veri őt. A bár tulajdonosa és Henry barátja, Jim ad a győztesnek némi pénzt italra (melyet a Henryre történő fogadással nyert), de ezt követően elküldi őt a bárból.
Egy másik kocsmába betérve Henry megismerkedik egy Wanda nevű, szintén alkoholista nővel, aki egy gazdag férfi kitartottja. Henry szarkasztikus és szellemes modora lenyűgözi a nőt, együtt italokat vesznek a közeli vegyesboltban, egy mezőről kukoricát lopnak és menekülni kényszerülnek a rendőrség elől. A nő lakásában találnak menedéket, másnap Henry megpróbál munkát szerezni és elviszi Wandát a The Golden Horn bárba. Itt kap némi pénzt egy adóvisszatérítésnek köszönhetően.
A dolgok rosszul alakulnak Henry és Wanda között, miután a nő lefekszik Eddie-vel. Wanda összeveri táskájával az őt durva szavakkal kérdőre vonó Henryt. Később Wanda visszatér és kibékül Henryvel. Másnap reggel Wanda is megpróbálkozik az álláskereséssel, míg Henryt felkeresi egy gazdag könyvkiadó, Tully Sorenson. A nőt lenyűgözi Henry munkássága és szeretné kiadni annak műveit, ezért egy magánnyomozót bízott meg a férfi felkutatásával. Tully 500 dollárt ad Henrynek, aki eközben nézeteltérésbe keveredik egy szomszédjával és a dulakodás során véletlenül késsel megszúrja őt. Henry Tullyval tart a nő autójával, útközben ismét konfliktus alakul ki egy másik autóssal, ezután a nő otthonába mennek. Néhány ital után az ágyban kötnek ki és együtt töltik az éjszakát. Henryt először lenyűgözi a fényűző életmód ígérete, de rájön, ez nem az ő világa, szakmai és magánéleti szempontból is képtelen Tullyt az életébe fogadni. Úgy dönt, visszatér a már jól ismert, nincstelen és italozó életmódjához.
Henry a szokásos bárba megy Wandával, a Tullytól kapott pénzen nagylelkűen italokat vesz a többi vendégnek és folyamatosan provokálja Eddie-t. Tully ismét meglátogatja, de a részeg és féltékeny Wanda rátámad vetélytársára és alaposan helybenhagyja. Amikor Henry nem avatkozik közbe, Tully rádöbben: semmit nem jelent a férfi számára és nincs szüksége a kiadó segítségére. Tully ezután lemond Henry műveinek publikálásáról és otthagyja a bárt. 
Eddie verekedésre hívja Henryt. Ahogyan a többi vendég követi őket az udvarra, az ütések és az éljenző tömeg hangja hallatszik, miközben a kamera lassan kihátrál a bárból.

## Szereplők
| Színész          | Szerep              | Magyar hang          |
| ---------------- | ------------------- | -------------------- |
| Mickey Rourke    | Henry Chinaski      | Szakácsi Sándor      |
| Faye Dunaway     | Wanda Wilcox        | Bánsági Ildikó       |
| Alice Krige      | Tully Sorenson      | Benkő Márta          |
| Jack Nance       | detektív            |                      |
| J. C. Quinn      | Jim                 | Perlaki István       |
| Frank Stallone   | Eddie               | Szabó Sipos Barnabás |
| Sandy Martin     | Janice              |                      |
| Charles Bukowski | bár vendége (cameo) | nem szólal meg       |

## Fordítás
- Ez a szócikk részben vagy egészben  a   Barfly (film) című angol Wikipédia-szócikk fordításán alapul.  Az eredeti cikk szerkesztőit annak laptörténete sorolja fel. Ez a jelzés csupán a megfogalmazás eredetét és a szerzői jogokat jelzi, nem szolgál a cikkben szereplő információk forrásmegjelöléseként.